# Josef Wunderlich
Josef Wunderlich (* 6. Oktober 1728 in Karlsbad, Königreich Böhmen; † 1. März 1793 in Budweis) war ein böhmischer Erfinder, der als Nadelmacher durch eine von ihm entwickelte Sämaschine bekannt wurde.

## Leben
Er stammte aus Karlsbad und war der Sohn eines Tuchmachers. Josef Wunderlich leistete seinen Militärdienst in Budweis als Schütze in einem  Artillerieregiment. Die entsprechende Ausbildung dazu hatte er in der Budweiser Artillerieschule erhalten. Nach Ende seiner Militärzeit blieb er in Budweis, da er hier seine Ehefrau gefunden hatte. Er erwarb das Bürgerrecht und übernahm die Werkstatt seines Schwiegervaters, der Nadelmacher war.
In den Jahren von 1774 bis 1778 arbeitete Josef Wunderlich an der Verbesserung der bisher existierenden Sämaschine für Getreide. Er erfand u. a. eine vierzehnreihige Sämaschine, mit der Saatgut eingespart und die Aussaat erheblich beschleunigt werden konnte. Seine hölzerne Sämaschine wurde von Pferden oder Kühen über die Felder gezogen. Die Maschine war zunächst zweirädrig, später vierrädrig mit lenkbarer Vorderachse.
Nachdem er im Frühjahr 1779 seine neue Sämaschine erfolgreich einer Landwirtschaftskommission vorgeführt hatte und diese über das positive Ergebnis Kaiser Joseph II. in Wien informierte, erhielt er von diesem am 22. Januar 1780 eine Belohnung von 100 Dukaten und die Zusage einer jährlichen Pension auf Staatskosten. In den Folgejahren zeigten sich seine hölzernen Sämaschinen relativ störanfällig und brachen oft entzwei. Erst später wurde es möglich, derartige Maschinen auch aus Eisen im Gussverfahren herzustellen. Das erlebte jedoch Wunderlich nicht mehr, da er bereits 1793 in Budweis starb.

## Ehrungen
- In Budweis wurde eine Straße nach ihm benannt.